# Distretto di Tha Muang
Il distretto di Tha Muang (in thailandese: ท่าม่วง) è un distretto (amphoe) della Thailandia, situato nella provincia di Kanchanaburi.